# Corin Tucker
Corin Tucker (Eugene, 9 novembre 1972) è una cantante e chitarrista statunitense, nota come membro del gruppo Sleater-Kinney.

## Biografia
Nata in Oregon, è cresciuta in Dakota del Nord. Nel 1991 ha fondato un gruppo riot grrrl chiamato Heavens to Betsy, che si è sciolto nel 1994. Ha anche collaborato spesso, nello stesso periodo, con gli Excuse 17.
Successivamente ha fondato un'altra band al femminile chiamata Sleater-Kinney insieme a Carrie Brownstein e a Lora Macfarlane. Ha raggiunto il successo con questo gruppo, che ha pubblicato sette album in undici anni prima di sciogliersi nel 2006. La band è tornata sulle scene nel 2015.
Negli anni 1998-2000 è stata attiva col progetto parallelo Cadallaca.
Nell'ottobre 2010 ha esordito da solista pubblicando l'album 1,000 Years a nome The Corin Tucker Band. Nel settembre 2012 è uscito il successivo Kill My Blues. Entrambi questi album sono etichettati Kill Rock Stars.